# Georg Strobl
Georg Strobl, född 9 februari 1910 i München, död 10 maj 1991, var en tysk ishockeyspelare.
Strobl blev olympisk bronsmedaljör i ishockey vid vinterspelen 1932 i Lake Placid.